# Leila Lopes
 Leila Luliana da Costa Vieira Lopes (Benguela, 26 de febrero de 1986) es una modelo y reina de belleza angoleña, ganadora del Miss Universo 2011, llevado a cabo en la ciudad de São Paulo, Brasil. Actualmente reside en Inglaterra.

## Biografía
Lopes es una estudiante de gestión empresarial en Gran Bretaña, donde el 8 de octubre de 2010 fue coronada Miss Angola RU, y representante oficial de la comunidad angoleña en el Reino Unido para el Miss Angola 2010.
Leila Lopes, fue ganadora de Miss Universo 2011  celebrado en Centro de Convenciones Credicard Hall de Sao Paulo Brasil y coronada al final de la noche del lunes 12 de septiembre de 2011 como la 60å ganadora del Concurso Miss Universo en su sexagécima edición, convirtiéndose en la primera angoleña en obtener el título para su país. 

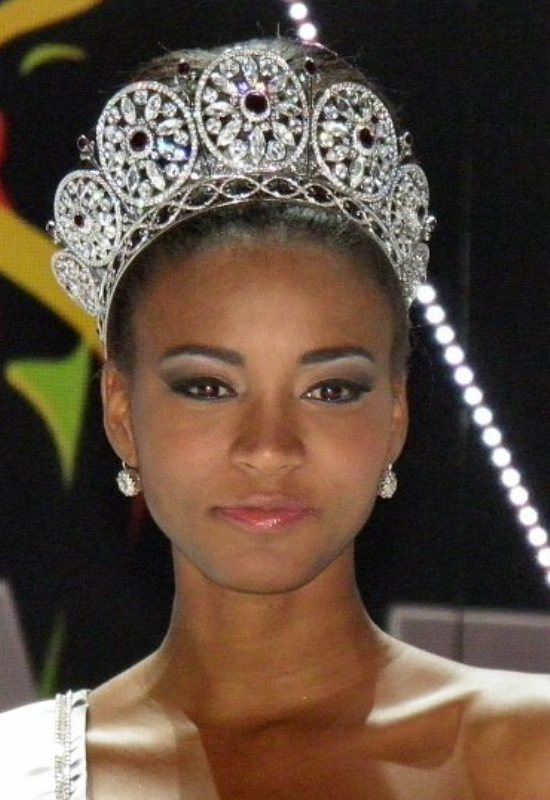
Leila Lopes coronada como Miss Universo 2011 en Sao Paulo, Brasil.

## Miss Angola
Lopes compitió como una de los 21 finalistas en su país el nacional de belleza, Miss Angola, que se celebró en Luanda el 18 de diciembre de 2010, donde obtuvo el Premio Fotogénica y se convirtió en la ganadora del título, ganando el derecho de representar a Angola en el Miss Universo 2011.
En la noche del 18 de diciembre Jurema Ferraz, su predecesora, la coronó al final de la velada de elección y coronación.

## Miss Universo 2011

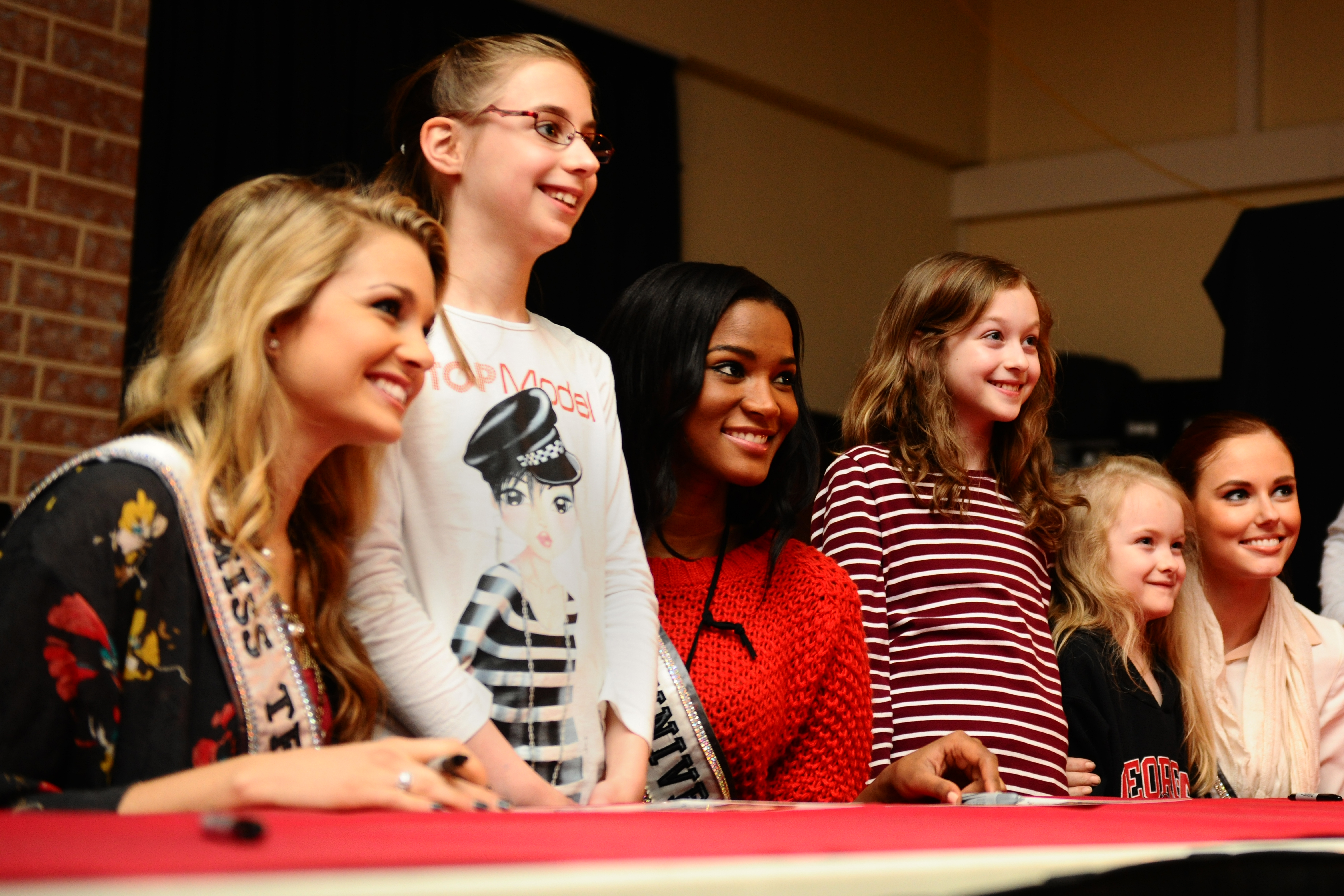
Lopes junto a Alyssa Campanella (Miss Estados Unidos 2011) y Danielle Doty (Miss Teen Estados Unidos) con las Fuerzas Armadas, en la gira de entretenimiento en Spangdahlem Air Base el 13 de marzo de 2012.

Ella fue coronada ganadora de Miss Universo 2011 en São Paulo, Brasil el 12 de septiembre de 2011, convirtiéndose en la primera Miss Universo de Angola y tercera de habla portuguesa en ganar . Lopes recibió el título de la ex Miss Universo titular, Ximena Navarrete de México. Lopes se convirtió en la cuarta mujer africana en ganar el título, y la segunda mujer de color africana en ganar ya que Mpule Kwelagobe, de Botsuana, lo hizo en 1999. 
En la noche de coronación fue la quinta escogida después de Ucrania, Filipinas, China y Brasil. En la entrevista se mostró segura y con esto se adueñó un poco de la corona. Al final Zuo Cilin de China coronada Cuarta Finalista, Shamcey Supsup de Filipinas coronada Tercera Finalista, Priscila Machado de Brasil coronada Segunda Finalista, Olesya Stefanko de Ucrania coronada Primera Finalista.
Después de que Priscila Machado terminara de responder, llegaría el turno para la respuesta de Lopes, y con el estigma de que un error podría ser nombrado ese día y renombrado después. Aunque en el trayecto de la respuesta se mostró serena y segura.
Una vez que Lopes fue elegida Miss Universo 2011 se observaron reacciones racistas en Internet. En los textos escritos en inglés y portugués, los usuarios de Internet han hecho comparaciones despectivas, calificándolo como un "mono" y "repugnante" o que "Hollywood solo tiene que llamar al ganador para jugar el papel de la hija de King Kong", entre otros similares comentarios.
En las demás competidoras, otras reacciones han surgido como un insulto si Laury Thilleman (Miss Francia 2011) en una entrevista que cedió a la revista en línea francesa Première.net dijo:

«Era la única chica que yo conocía bien. No nos vimos mucho, era muy discreta. Apareció a menudo en jeans y sin maquillaje. A todas nos sorprendió con su victoria. Muchas chicas han realizado grandes esfuerzos por los cuales no fueron recompensadas. No sé, hay algo que falta en su temperamento. El hecho de que la competencia se llevase a cabo en Brasil para asegurarse de que tenía alguna relación con el resultado (Angola es una antigua colonia de Portugal, al igual que Brasil)»
Laury Tilleman

En respuesta a este comentario, hecho por Michele Langevin en Leiby Washington Post surge la pregunta: "Si este es el caso, entonces ¿por qué no fue elegida Miss Brasil?"
Durante su reinado como Miss Universo 2011, Leila visitó ciertos países. En Indonesia coronó a Maria Selena como Puteri Indonesia 2011 en manos de Nadine Alexandra Nosing Dewi Ames. En diciembre de 2011, Lopes fue invitada a asistir a la primera edición de Miss Gabón en Libreville, Gabón, donde se coronó a la primera representante de este país a Miss Universo en la historia, Marie-Noelle Ada Meyo de Ngounié. Lopes viajó a Düsseldorf, Alemania con Alyssa Campanella y Danielle Doty para una semana de duración, USO/Fuerzas Armadas Entretenimiento gira el 9 de marzo y el 14 de 2012. Durante la semana, también participó el Salón de Belleza Comercio Internacional que tuvo lugar en un recinto ferial de Dusseldorf.
En mayo de 2012 poso para la prestigiosa revista Vogue en Italia.
Lopes caminó por la alfombra roja del famoso Festival de Cine de Cannes en Francia el 23 de mayo de 2012. También asistió al Grisogono Glam Extravaganza celebrada en el Hotel Du Cap Eden-Roc en Cap D'Antibes, Francia en el mismo día. Antes de su visita a Francia, se encontraba en Lisboa, Portugal para la serie de sesiones fotográficas y apariciones en la televisión. Su corta visita en Portugal fue por invitación de la revista Maxim Portugal.
Cuando su reinado culminó, Leila había viajado a 21 países fuera de los Estados Unidos, convirtiéndose en una de las Miss Universo que más viajes realizó.
Leila culminó su reinado la noche del 19 de diciembre de 2012, en la cual coronó a sucesora (Miss Universo 2012) donde resultó triunfadora Olivia Culpo, quien representaba a Estados Unidos.

## Vida personal e imagen pública
Leila Lopes es una estudiante de administración de empresas en el Reino Unido, donde el 8 de octubre de 2010 fue coronada Miss Angola/Reino Unido. Se alegó que Lopes nunca había vivido fuera de Angola en el momento que ella compitió en Miss Angola Reino Unido y por lo tanto no debería haber sido permitido entrar en una competición que era exclusivamente para los angoleños a los ciudadanos que viven en el Reino Unido. El representante oficial de la comunidad angoleña en el Reino Unido demostró estar ofendido por esta afirmación, diciendo que no es cierto y que supone que el promotor del evento, Mukano Charles, haya transferido a Leila al Reino Unido, sólo para poder participar en las elecciones, ya que las normas de competencia requiere que el candidato resida en ese país. Estas circunstancias han sido criticadas por la comunidad angoleña.
En febrero de 2013, la modelo se comprometió con el jugador de fútbol americano inglés de origen nigeriano Osi Umenyiora quien juega en los Atlanta Falcons, tienen 2 hijos.